# الخربة (القفر)

تعديل مصدري - تعديل

الخربة محلة تابعة لقرية السلفة، التابعة لعزلة الكرابة بمديرية القفر إحدى مديريات محافظة إب في الجمهورية اليمنية.، بلغ تعداد سكانها 190 حسب تعداد اليمن لعام 2004.